# Bezzerwizzer
Bezzerwizzer är ett frågespel och sällskapsspel som finns i tre varianter: Bezzerwizzer Original, som är utnämnt till "Årets vuxenspel 2009", Bezzerwizzer Familj där barnen kan tävla mot de vuxna samt Bezzerwizzer Underhållning som består av enbart nöjes- och underhållningsfrågor. 
Bezzerwizzer Original innehåller 5 000 frågor i 20 kategorier. Spelarna drar fyra kategorier åt gången och ska besvara en fråga i varje kategori. Spelarna bestämmer själva ordningen och frågorna ger stegvis ökande poäng. Andra versioner av spelet har andra antal kategorier och frågor.
Bezzerwizzer har utvecklats av den danske företagaren Jesper Bülow och säljs i Sverige sedan oktober 2008. Spelet blev på kort tid mycket populärt i Danmark, med över 150 000 spel sålda.